# Zbigniew Chwalibóg
Zbigniew Chwalibóg, właściwie Józef Zbigniew Chwalibóg  (ur. 17 marca 1910 w Łącku nad Dunajcem, zm. 21 maja 1967 w Warszawie) – polski architekt, wykładowca akademicki.

## Życiorys
Ukończył studia na Wydziale Architektury Politechniki Lwowskiej. Podczas studiów, w 1934 wszedł w skład zespołu architektów, którzy projektowali domy w konkursie zorganizowanym przez lwowskie instytucje bankowe. Dyplom ukończenia uczelni otrzymał w 1938, wtedy też został członkiem SARP. W 1954 był autorem projektu odbudowy kościoła pw. Matki Bożej Królowej Polski w Jabłonnie (wspólnie z Bolesławem Gierychem). Od 1955 przez rok pełnił funkcję wiceprezesa Oddziału Warszawskiego SARP.
Wykładowca Politechniki Warszawskiej i Poznańskiej.
Projektował budynki użytku publicznego, sakralne oraz wzorcowe zagrody rolnicze. Był autorem licznych publikacji naukowych m.in.: Kierunki przebudowy sieci osadnictwa wiejskiego w Czechosłowacji na tle historycznego rozwoju: (zagadnienia metody planowania przestrzennego).